# قائمة الدول ذات السيادة والأقاليم التابعة في أمريكا الشمالية
قائمة بالدول ذات السيادة والأقاليم التابعة في أمريكا الشمالية، وهي قارة تغطي الكتلة الأرضية شمال حدود كولومبيا وبنما بالإضافة إلى جزر البحر الكاريبي.

## الدول ذات السيادة
جميع الدول المدرجة هنا هي دول أعضاء في الأمم المتحدة.

بالطبع، إليك الترجمة إلى العربية الفصحى مع الحفاظ على تنسيق ويكي كما هو:

```wiki

| العلم                      | الخريطة                                      | الأسماء الرسمية المختصرة وISO                   | الأسماء المحلية المختصرة والرسمية                                                  | العاصمة        | عدد السكان 2018 | المساحة                         | العملة                           |
| -------------------------- | -------------------------------------------- | ----------------------------------------------- | ---------------------------------------------------------------------------------- | -------------- | --------------- | ------------------------------- | -------------------------------- |
| علم أنتيغوا وباربودا       | ATG orthographic                             | أنتيغوا وباربودا ATG                            | الإنجليزية: أنتيغوا وباربودا                                                       | سانت جون       |                 | 442.6 كـم2 (171 ميل2)           | دولار شرق البحر الكاريبي         |
| علم الباهاما               | The Bahamas on the globe (Americas centered) | الباهاما كومنولث الباهاما BHS                   | الإنجليزية: الباهاما—كومنولث الباهاما                                              | ناساو          |                 | 13,940 كـم2 (5,382 ميل2)        | دولار باهامي                     |
| علم باربادوس               | BRB orthographic                             | باربادوس BRB                                    | الإنجليزية: باربادوس                                                               | بريدج تاون     |                 | 431 كـم2 (166 ميل2)             | دولار باربادوسي                  |
| علم بليز                   | BLZ orthographic                             | بليز BLZ                                        | الإنجليزية: بليز                                                                   | بلموبان        |                 | 22,966 كـم2 (8,867 ميل2)        | دولار بليزي                      |
| علم كندا                   | Canada (orthographic projection)             | كندا CAN                                        | الإنجليزية: كندا الفرنسية: كندا                                                    | أوتاوا         |                 | 9,984,670 كـم2 (3,855,103 ميل2) | دولار كندي                       |
| علم كوستاريكا              | Costa Rica (orthographic projection)         | كوستاريكا جمهورية كوستاريكا CRI                 | الإسبانية: كوستاريكا — جمهورية كوستاريكا                                           | سان خوسيه      |                 | 51,100 كـم2 (19,730 ميل2)       | كولون كوستاريكي                  |
| علم كوبا                   | Cuba (orthographic projection)               | كوبا جمهورية كوبا CUB                           | الإسبانية: كوبا — جمهورية كوبا                                                     | هافانا         |                 | 110,860 كـم2 (42,803 ميل2)      | بيزو كوبي بيزو كوبي قابل للتحويل |
| علم دومينيكا               | Dominica on the globe (Americas centered)    | دومينيكا كومنولث دومينيكا DMA                   | الإنجليزية: دومينيكا — كومنولث دومينيكا                                            | روزو           |                 | 754 كـم2 (291 ميل2)             | دولار شرق البحر الكاريبي         |
| علم جمهورية الدومينيكان    | Dominican Republic (orthographic projection) | جمهورية الدومينيكان DOM                         | الإنجليزية: جمهورية الدومينيكان الإسبانية: جمهورية الدومينيكان                     | سانتو دومينغو  |                 | 48,730 كـم2 (18,815 ميل2)       | بيزو دومينيكاني                  |
| علم السلفادور              | El Salvador (orthographic projection)        | السلفادور جمهورية السلفادور SLV                 | الإنجليزية: السلفادور — جمهورية السلفادور الإسبانية: السلفادور — جمهورية السلفادور | سان سلفادور    |                 | 21,040 كـم2 (8,124 ميل2)        | دولار أمريكي                     |
| علم غرينادا                | Grenada on the globe (Americas centered)     | غرينادا GRD                                     | الإنجليزية: غرينادا                                                                | سانت جورج      |                 | 344 كـم2 (133 ميل2)             | دولار شرق البحر الكاريبي         |
| علم غواتيمالا              | Guatemala (orthographic projection)          | غواتيمالا جمهورية غواتيمالا GTM                 | الإسبانية: غواتيمالا — جمهورية غواتيمالا                                           | غواتيمالا سيتي |                 | 108,890 كـم2 (42,043 ميل2)      | كيتزال غواتيمالي                 |
| علم هايتي                  | Haiti (orthographic projection)              | هايتي جمهورية هايتي HTI                         | الفرنسية: هايتي — جمهورية هايتي الكريولية الهايتية: أييتي — جمهورية آييتي          | بورت أو برانس  |                 | 27,750 كـم2 (10,714 ميل2)       | غورد هايتي                       |
| علم هندوراس                | هندوراس (إسقاط أورثوغرافي)                   | هندوراس جمهورية هندوراس HND                     | الإسبانية: Honduras — República de Honduras                                        | تيغوسيغالبا    |                 | 112,090 كـم2 (43,278 ميل2)      | ليمبيرا هندورية                  |
| جامايكا                    | جامايكا (إسقاط أورثوغرافي)                   | جامايكا JAM                                     | الإنجليزية: Jamaica                                                                | كينغستون       |                 | 10,991 كـم2 (4,244 ميل2)        | دولار جامايكي                    |
| علم المكسيك                | المكسيك (إسقاط أورثوغرافي)                   | المكسيك الولايات المتحدة المكسيكية MEX          | الإسبانية: México — Estados Unidos Mexicanos                                       | مكسيكو سيتي    |                 | 1,972,550 كـم2 (761,606 ميل2)   | بيزو مكسيكي                      |
| علم نيكاراغوا              | نيكاراغوا (إسقاط أورثوغرافي)                 | نيكاراغوا جمهورية نيكاراغوا NIC                 | الإسبانية: Nicaragua — República de Nicaragua                                      | ماناغوا        |                 | 129,494 كـم2 (49,998 ميل2)      | كوردوبا نيكاراغوي                |
| علم بنما                   | بنما (إسقاط أورثوغرافي)                      | بنما جمهورية بنما PAN                           | الإنجليزية: Panama — Republic of Panama الإسبانية: Panamá — República de Panamá    | مدينة بنما     |                 | 78,200 كـم2 (30,193 ميل2)       | بالبوا البنمي دولار أمريكي       |
| علم سانت كيتس ونيفيس       | KNA إسقاط أورثوغرافي                         | سانت كيتس ونيفيس <brاتحاد سانت كيتس ونيفيس KNA  | الإنجليزية: Saint Kitts and Nevis — Federation of Saint Kitts and Nevis            | باسيتير        |                 | 261 كـم2 (101 ميل2)             | دولار شرق الكاريبي               |
| علم سانت لوسيا             | سانت لوسيا على الخريطة (مركز الأمريكيتين)    | سانت لوسيا LCA                                  | الإنجليزية: Saint Lucia                                                            | كاستريس        |                 | 616 كـم2 (238 ميل2)             | دولار شرق الكاريبي               |
| علم سانت فنسنت والغرينادين | VCT إسقاط أورثوغرافي                         | سانت فنسنت والغرينادين VCT                      | الإنجليزية: Saint Vincent and the Grenadines                                       | كينغستاون      |                 | 389 كـم2 (150 ميل2)             | دولار شرق الكاريبي               |
| علم ترينيداد وتوباغو       | ترينيداد وتوباغو (إسقاط أورثوغرافي)          | ترينيداد وتوباغو جمهورية ترينيداد وتوباغو TTO   | الإنجليزية: Trinidad and Tobago — Republic of Trinidad and Tobago                  | بورت أوف سبين  |                 | 5,128 كـم2 (1,980 ميل2)         | دولار ترينيداد وتوباغو           |
| علم الولايات المتحدة       | الولايات المتحدة (إسقاط أورثوغرافي)          | الولايات المتحدة الولايات المتحدة الأمريكية USA | الإنجليزية: United States of America                                               | واشنطن العاصمة |                 | 9,826,630 كـم2 (3,794,083 ميل2) | دولار أمريكي                     |

## الأقاليم غير ذات السيادة
تتضمن هذه الفقرة مناطق ليست دولًا ذات سيادة ولا أجزاءً متكاملة من الدول السيادية المذكورة أعلاه. وتشمل الأقاليم التابعة والتقسيمات الإدارية التابعة لدول غير أمريكية بشكل أساسي.

### الأقاليم التابعة
الأقاليم التي لم تحظَ باعتراف دولي أو التي لا تُمارس سيادتها فعليًّا، تُدرج بخط مائل.
| العلم                     | الأسماء (القصيرة والرسمية) ورمز ISO                            | الاسم المحلي                                                                                                        | العاصمة      | السكان 2018 | المساحة                  | العملة             | الدولة السيادية | الوضع القانوني                   |                                                      |                                             |
| ------------------------- | -------------------------------------------------------------- | ------------------------------------------------------------------------------------------------------------------- | ------------ | ----------- | ------------------------ | ------------------ | --------------- | -------------------------------- | ---------------------------------------------------- | ------------------------------------------- |
| علم أنغويلا               | أنغويلا AIA                                                    | الإنجليزية: Anguilla                                                                                                | ذا فالي      |             | 102 كـم2 (39 ميل2)       | دولار شرق الكاريبي | المملكة المتحدة | أقاليم ما وراء البحار البريطانية |                                                      |                                             |
| علم برمودا                | برمودا BMU                                                     | الإنجليزية: Bermuda البرتغالية: Bermudas                                                                            | هاميلتون     |             | 53.3 كـم2 (21 ميل2)      | دولار برمودي       | المملكة المتحدة | أقاليم ما وراء البحار البريطانية |                                                      |                                             |
| علم بورتو ريكو            | بورتو ريكو كومنولث بورتو ريكو PRI                              | الإسبانية: Puerto Rico — Estado Libre Asociado de Puerto Rico الإنجليزية: Puerto Rico — Commonwealth of Puerto Rico | سان خوان     |             | 13,790 كـم2 (5,324 ميل2) | دولار أمريكي       | المملكة المتحدة | أقاليم ما وراء البحار البريطانية | إقليم غير مدمج منظم وكومنولث تابع لـالولايات المتحدة |                                             |
| علم جزر توركس وكايكوس     | جزر توركس وكايكوس TCA                                          | الإنجليزية: Turks and Caicos Islands                                                                                | كوكبرن تاون  |             | 430 كـم2 (166 ميل2)      | دولار أمريكي       | المملكة المتحدة | أقاليم ما وراء البحار البريطانية | المملكة المتحدة                                      | إقليم ما وراء البحار البريطاني              |
| علم جزر العذراء الأمريكية | جزر العذراء الأمريكية جزر العذراء التابعة للولايات المتحدة VIR | الإنجليزية: United States Virgin Islands — Virgin Islands of the United States                                      | شارلوت أمالي |             | 1,910 كـم2 (737 ميل2)    | دولار أمريكي       | المملكة المتحدة | أقاليم ما وراء البحار البريطانية | الولايات المتحدة                                     | إقليم غير مدمج منظم تابع لـالولايات المتحدة |

### أجزاء متكاملة من دول غير شمال أمريكية بشكل رئيسي
| العلم                            | الاسم القصير والرّسمي، ورمز ISO                                              | الاسم المحلي                                                                                   | العاصمة       | عدد السكان 2018 | المساحة                       | العملة                   | الدولة ذات السيادة | الوضع القانوني                                    |
| -------------------------------- | --------------------------------------------------------------------------- | ---------------------------------------------------------------------------------------------- | ------------- | --------------- | ----------------------------- | ------------------------ | ------------------ | ------------------------------------------------- |
| علم أروبا                        | أروبا دولة أروبا ABW                                                        | الهولندية: Aruba — Land Aruba البابيامنتو: Aruba — Pais Aruba                                  | أورانيستاد    |                 | 193 كـم2 (75 ميل2)            | فلورين أروبي             | هولندا             | دولة مكونة ضمن مملكة الأراضي المنخفضة             |
| علم بونير                        | بونير BES                                                                   | الهولندية: Bonaire البابيامنتو: Boneiru                                                        | كرالينديك     | 20,104          | 179 كـم2 (69 ميل2)            | دولار أمريكي             | هولندا             | بلدية خاصة تابعة لـهولندا                         |
| علم فرنسا                        | جزيرة كليبرتون CPT                                                          | الفرنسية: Île de Clipperton                                                                    | غير متوفرة    | 0               | 6 كـم2 (2 ميل2)               | غير متوفرة               | فرنسا              | جزيرة غير مأهولة وملكية خاصة خارجية تابعة لـفرنسا |
| علم كوراساو                      | كوراساو دولة كوراساو CUW                                                    | الهولندية: Curaçao — Land Curaçao البابيامنتو: Kòrsou — Pais Kòrsou                            | ويلمستاد      |                 | 276 كـم2 (107 ميل2)           | غيلدر كاريبي             | هولندا             | دولة مكونة ضمن مملكة الأراضي المنخفضة             |
| علم التبعيات الفيدرالية لفنزويلا | التبعيات الفيدرالية لفنزويلا VE-W                                           | الإسبانية: Dependencias Federales de Venezuela                                                 | غران روكي     | 2,155           | 342 كـم2 (132 ميل2)           | البوليفار السيادي، بيترو | فنزويلا            | التبعيات الفيدرالية لفنزويلا التابعة لـفنزويلا    |
| علم جرينلاند                     | جرينلاند GRL                                                                | الجرينلاندية: Kalaallit Nunaat الدنماركية: Grønland                                            | نوك           |                 | 2,166,086 كـم2 (836,330 ميل2) | كرونة دنماركية           | الدنمارك           | دولة مكونة ضمن مملكة الدنمارك                     |
| علم غير رسمي لغوادلوب            | غوادلوب GLP                                                                 | الفرنسية: Guadeloupe الكريولية الغوادلوبية الفرنسية: Gwadloup                                  | باس-تير       |                 | 1,628 كـم2 (629 ميل2)         | يورو                     | فرنسا              | إقليم وأقاليم ما وراء البحار تابع لـفرنسا         |
| علم غير رسمي لمارتينيك           | مارتينيك الكيان الإقليمي لمارتينيك MTQ                                      | الفرنسية: Martinique — Collectivité Territoriale de Martinique                                 | فورت-دي-فرانس |                 | 1,128 كـم2 (436 ميل2)         | يورو                     | فرنسا              | إقليم وأقاليم ما وراء البحار تابع لـفرنسا         |
| علم سابا                         | سابا BES                                                                    | الهولندية: Saba الإنجليزية: Saba                                                               | ذا بوتوم      | 1,933           | 13 كـم2 (5 ميل2)              | دولار أمريكي             | هولندا             | بلدية خاصة تابعة لـهولندا                         |
| علم فرنسا                        | سان بارتيليمي الكيان الإقليمي لسان بارتيليمي BLM                            | الفرنسية: Saint-Barthélemy — Collectivité de Saint-Barthélemy                                  | غوستافيا      |                 | 25 كـم2 (10 ميل2)             | يورو                     | فرنسا              | كيان إقليمي خارجي تابع لـفرنسا                    |
|                                  | سانت مارتن التجمع الإقليمي لسانت مارتن MAF                                  | الفرنسية: Saint-Martin — Collectivité de Saint-Martin                                          | ماريغو        |                 | 53.2 كـم2 (21 ميل2)           | يورو                     | فرنسا              | تجمع ما وراء البحار تابع لـفرنسا                  |
| Flag of France                   | سان بيير وميكلون تجمع ما وراء البحار لسان بيير وميكلون SPM                  | الفرنسية: Saint-Pierre-et-Miquelon — Collectivité d'outre-mer de Saint-Pierre-et-Miquelon      | سان بيير      |                 | 242 كـم2 (93 ميل2)            | يورو                     | فرنسا              | تجمع ما وراء البحار تابع لـفرنسا                  |
| Flag of San Andrés y Providencia | سان أندريس وبروفيدنسيا أرخبيل سان أندريس، بروفيدنسيا وسانتا كاتالينا CO-SAP | الإسبانية: San Andrés y Providencia — Archipiélago de San Andrés, Providencia y Santa Catalina | سان أندريس    | 61,280          | 52.5 كـم2 (20 ميل2)           | بيزو كولومبي             | كولومبيا           | إقليم تابع لـكولومبيا                             |
| Flag of Sint Eustatius           | سانت أوستاتيوس BES                                                          | الهولندية: Sint Eustatius الإنجليزية: Statia                                                   | أورانييستاد   | 3,138           | 21 كـم2 (8 ميل2)              | دولار الولايات المتحدة   | هولندا             | بلدية خاصة تابعة لـهولندا                         |
| Flag of Sint Maarten             | سينت مارتن SXM                                                              | الهولندية: Sint Maarten                                                                        | فيليبسبرغ     |                 | 41.44 كـم2 (16 ميل2)          | غيلدر الكاريبي           | هولندا             | دولة مكوّنة ضمن مملكة الأراضي المنخفضة             |

### الأقاليم المتنازع عليها
الأقاليم المتنازع عليها والتي لم تحظَ باعتراف دولي، أو التي لا يُطبق عليها هذا الوضع عملياً، تُكتب بخط مائل:
| العلم     | الاسم القصير    | الاسم الطويل   | الاسم المحلي (أو الأسماء)  | الدول المطالبة                        | الوضع القانوني                                                                                                     |
| --------- | --------------- | -------------- | -------------------------- | ------------------------------------- | ------------------------------------------------------------------------------------------------------------------ |
| غير متوفر | ضفة باخو نويفو ‏ | ضفة باخو نويفو | الإسبانية: Bajo Nuevo      | كولومبيا · جامايكا · الولايات المتحدة | غير مأهولة، تُدار من قبل كولومبيا، وتطالب بها الولايات المتحدة كـإقليم غير مدمج وغير منظم. وتطالب بها أيضاً جامايكا. |
| غير متوفر | ضفة سيرانييا    | ضفة سيرانييا   | الإسبانية: Bajo Serranilla | كولومبيا · الولايات المتحدة           | غير مأهولة، تُدار من قبل كولومبيا، وتطالب بها الولايات المتحدة كـإقليم غير مدمج وغير منظم.                          |